# 李存质
李存质（9世纪—908年），唐朝末年河东节度使晋王李克用部将。
大顺二年（891年），成德军节度使王镕趁李克用养子东昭义军节度使李存孝怀有二心，出兵攻尧山。十月，李克用遣李存审与大将李存质来援，大败成德军，死者万计，河东军攻克临城，进攻元氏，追杀到赵州。李克用命李存质取代李存孝，李存孝于是谋叛。
光化二年（898年）十二月，泽州刺史李罕之趁昭义军节度使薛志勤去世，袭取治所潞州自立。李嗣昭率军攻潞州，打败宣武军，被任为蕃汉马步行营都将，遣李存质、李嗣本率军扼守天井关。
天祐五年（908年）正月李克用去世后，子李存勖继位。李克用弟内外蕃汉都知兵马使、振武节度使李克宁因都虞候李存质得罪自己而擅自杀之，又有其他图谋取代李存勖的行为，李存勖不问，但叔侄之间已经生隙。二月，李存勖诛杀李克宁。
另外《资治通鉴》记载天祐十七年（920年）七月，背叛后梁的护国军节度使朱友谦被梁军围在同州，向晋国求援，李存勖遣李存审、李嗣昭、李建及、慈州刺史李存质率兵相救，打退梁军。《资治通鉴》此处记载有误，李存质已经被杀，当时慈州刺史为李存贤。